# Kurgan (personaggio)
Kurgan, noto anche come Victor Kruger, è un personaggio immaginario del film Highlander - L'ultimo immortale, in cui viene interpretato da Clancy Brown.
È l'antagonista principale del film nonché il più spietato avversario del protagonista Connor MacLeod; oltre al primo film, compare anche nei romanzi e nei fumetti tratti dalla serie cinematografica, dove viene ampliata la sua giovinezza.

## Creazione e sviluppo
Nella sceneggiatura originale di Gregory Widen, Kurgan non era un assassino a sangue freddo, ma un cavaliere letale noto semplicemente con il nome di the Knight, mentre il suo alias era Carl William Smith. Dopo la morte di Kurgan per mano di Connor alla fine del primo film, gli autori avevano pensato ad una nuova sequenza: dal corpo del decapitato Kurgan sarebbe emerso un drago, il quale avrebbe ingaggiato un nuovo combattimento con MacLeod. Solo dopo la sconfitta di questo ultimo nemico, Connor avrebbe potuto vincere finalmente la Ricompensa.

## Caratteristiche

### Fisicità e personalità
Kurgan è un uomo dall'aria sinistra, dal fisico imponente e statuario e dall'altezza elevata. Il suo corpo, scolpito dagli anni passati in guerre di ogni genere, è costellato di cicatrici, una delle quali presente intorno al collo procuratagli da Ramírez nel loro ultimo scontro. La caratteristica principale dell'aspetto di Kurgan è tuttavia il volto dai lineamenti marcati e duri, contraddistinto dall'espressione generalmente accigliata e dallo sguardo freddo, ma soprattutto dal suo sorrisetto sarcastico perennemente stampato sulle labbra e da una espressione tranquilla e sicura di sé. Altra caratteristica del personaggio è la sua voce profonda che incute terrore agli avversari.
Kurgan non ha alcun senso dell'onore e, inoltre, è sadico, malvagio e senza scrupoli ed uccide per il puro gusto di farlo. Egli è dotato di un senso dell'umorismo spiccato, sebbene cinico e quasi nero, tende a sottolineare con sarcasmo le situazioni e prende spesso in giro Connor per la sua bontà e non esita a provocare il protagonista in numerose occasioni, citando ad esempio di come abbia ucciso Ramirez e di come abbia violentato la moglie Heather. Kurgan è stato anche in grado di uccidere a sangue freddo il suo maestro, The Bedouin, probabilmente la sua prima vittima tra gli immortali. Kurgan è un personaggio totalmente malvagio e, durante le sue apparizioni a New York, riesce a combinare disastri di ogni genere: si scontra con la polizia, ruba delle macchine prendendo in ostaggio dei civili a caso, e non si fa scrupoli a mettere in luce i suoi poteri, cosa vietata nel regolamento degli immortali.
Inoltre è completamente estraneo al concetto di rispetto, di pietà e alla compassione del prossimo. Infine non ha il minimo rispetto nei confronti della religione: spegne le candele in chiesa, lecca la mano al prete, fa le linguacce alla suore e in tutto ciò urla e ridacchia con tono malvagio e sadico; tuttavia la legge riserbata agli immortali non gli permette di combattere in chiesa o in terra consacrata.

### Abilità
Ramírez definisce Kurgan come «il più forte di tutti gli immortali e il più crudele dei guerrieri». Come tutti gli immortali non può invecchiare, ha la capacità di respirare sott'acqua e non può procreare. L'unica possibilità di ucciderlo è tagliargli la testa. È dotato di un'enorme forza fisica, con la quale riesce a sollevare la sua pesantissima lama senza risentire sforzi, ed è, come tutti della sua specie, un abilissimo spadaccino, capacità acquisita nel romanzo tratto dal film dal suo maestro, The Bedouin. Utilizza uno stile di combattimento basato soprattutto sulla potenza dei suoi colpi, che sferra in rapida serie allo scopo di rompere le difese dell'avversario ed eliminarlo velocemente, tuttavia sia negli allenamenti in albergo sia nei duelli mostra di essere capace anche di una scherma più elegante e tecnicamente più raffinata.

## Le varie apparizioni

### Il primo film
Proveniente dalla tribù dei Kurgan, compare per la prima volta quando, nel 1536, si unisce al Clan Fraser, rivale del Clan MacLeod, per incontrare Connor e ferirlo mortalmente, così da risvegliare in lui il potere dell'immortalità, per poi decapitarlo ed ottenere la Ricompensa. Tuttavia viene ostacolato dai compagni di Connor, i quali riescono a portarlo in salvo nel villaggio dei MacLeod. In seguito, Kurgan trova la casa di Connor e qui, dopo un duro scontro, uccide Ramírez e violenta la moglie di MacLeod, Heather.
Nel 1985, Kurgan raggiunge New York (luogo dell'adunanza) per uccidere gli ultimi immortali rimasti, tra cui Connor. Dopo aver ucciso l'immortale Osta Vazilek e Yung Dol Kim (quest'ultimo solo in una scena tagliata del primo film), Kurgan riesce a localizzare quest'ultimo, ma prima di riuscire a decapitarlo viene ostacolato dall'intervento della polizia. Connor approfitta, così, della situazione per scappare. Kurgan, successivamente, incomincia a combinare disastri in città e, negli scontri che seguiranno, riesce ad uccidere l'immortale Sunda Kastagir; dopodiché rapisce Brenda J. Wyatt, neo-fidanzata di Connor, per attirare in trappola quest'ultimo. Alla fine viene sconfitto e decapitato da Connor che ottiene così la Ricompensa e la capacità di condizionare gli avvenimenti sulla Terra, potere a cui Kurgan ambiva molto.

### Il secondo film
Nel secondo film il personaggio di Kurgan non compare mai. Nella sceneggiatura originale del film, Kurgan sarebbe dovuto comparire, impersonato nuovamente da Clancy Brown, che però rifiutò di ritornare nel sequel. Questo costrinse gli sceneggiatori ad eliminarlo dal film. Nella sceneggiatura iniziale Kurgan era al servizio del generale Katana e, come tutti gli Immortali, era un alieno e abitante del pianeta Zeist. Il personaggio sarebbe ricomparso in un flashback nel quale Kurgan veniva inviato sulla Terra dal pianeta Zeist per ordine di Katana per impedire sia a Conner e sia a Ramírez di ottenere la Ricompensa.

### Il terzo film
Kurgan compare in alcuni flashback del protagonista Connor nel terzo film.

### La serie televisiva
La serie televisiva è un ulteriore seguito alternativo al secondo e al terzo film, poiché si colloca dopo la sconfitta di Kurgan per mano di Connor; a seguito della sconfitta del nemico, Connor non è rimasto l'ultimo immortale e perciò dopo la morte della moglie Brenda J. Wyatt, continua i suoi viaggi per il mondo alla ricerca dei suoi simili e, contemporaneamente, attendendo il giorno dell'Adunanza. Kurgan è citato nell'episodio Gli Osservatori della serie televisiva Highlander da Joe Dawson, membro degli Osservatori. Quest'ultimo svela a Duncan MacLeod alcune informazioni su Kurgan: cita alcune fra le vittime dell'uomo come Ivan Trotski e Flavio Maria Parocchi, ed afferma che Kurgan è diventato immortale nel 1453, differentemente dal romanzo e dai fumetti. Infine Dawson rivela che Connor, uccidendo Kurgan, ha fatto "un grosso favore al mondo".

### Romanzo di Garry Kilworth
Nel romanzo di Garry Kilworth, viene raccontata una parte della sua infanzia e le sue avventure prima di combattere Connor MacLeod. Kurgan venne ucciso da suo padre ubriaco nel 970 a.C. il quale gli schiacciò la testa con una pietra. Kurgan si risvegliò immortale e, dopo aver ucciso il genitore, si unì ad una banda di briganti. Successivamente, dopo aver conosciuto "The Bedouin" (il Beduino letteralmente), scopre la sua vera natura, i suoi poteri e il suo scopo: andare alla ricerca degli altri immortali ed ucciderli, in modo tale da ottenere la Ricompensa, il premio finale per l'ultimo immortale. A seguito di queste rivelazioni, Kurgan comincia ad andare alla ricerca dei vari immortali sparsi per il mondo, riuscendo ad ucciderne molti, tra cui anche lo stesso The Bedouin. Dal 410 d.C. in poi Kurgan si unisce a vari popoli, tra cui i Goti, i Vandali, i Visigoti per l'assedio di Roma e infine anche nell'esercito degli Unni, combattendo al fianco di Attila intorno all'anno 453. Kurgan fece ritorno, nel XIX secolo, nella sua madrepatria, la Russia, dove si alleò con i Cosacchi.

### Il fumettoHighlander
Nella collana a fumetti Highlander, Connor scoprirà che, dopo aver ucciso Kurgan nel primo film, ha ereditato da quest'ultimo la Dark Quickening (la Ricompensa oscura); tale ricompensa farà in modo che Connor uccida delle persone innocenti, ma alla fine verrà aiutato da Duncan che riuscirà a cancellare l'influenza di Kurgan dalle psiche dell'amico.

### Il fumettoHighlander Origins: The Kurgan
L'infanzia di Kurgan e le sue avventure sono raccontate in Highlander Origins: The Kurgan, una collana a fumetti dedicata completamente alle origini del personaggio. Kurgan nasce in Russia nel 1005 a.C. con il nome di Vitor. Da bambino venne spazzato via da una potente alluvione e, allontanato dalla sua famiglia, venne adottato dal Kurgan Grig e sua moglie Ura. Come era usanza per tutti i Kurgan, i ragazzi venivano gettati in un fosso dove combattevano per la vita contro dei cani affamati; anche Vitor venne costretto a subire lo stesso trattamento e riuscì, alla fine, ad uccidere il pericoloso animale. Infine, dopo essere uscito dalla fossa, uccise anche Grig per vendicarsi. Nel 615 a.C. Kurgan incontrò Kronos, Silas e Caspian i quali erano conosciuti come i Quattro Cavalieri prima del licenziamento del loro quarto membro. Questi offrirono a Kurgan di diventare il loro nuovo compagno, ma l'uomo rifiutò ed cominciò uno scontro con i tre, venendo tuttavia sconfitto. Kronos, nonostante ebbe la possibilità di uccidere Kurgan, decise infine di risparmiarlo. Prima del suo primo confronto con Connor, Kurgan uccise un immortale mongolo e affrontò Ramirez affinché l'uomo gli rivelasse la posizione di MacLeod, ma questi non gli rivelerà nulla.

### Il fumettoHighlander: Way of the Sword
Altre avventure di Kurgan sono narrate nel fumetto Highlander: Way of the Sword. Tali avventure cominciano nel 476 a.C., anno in cui Kurgan si alleò con i Persiani per la battaglia di Platea nell'antica Grecia. Durante questo scontro fece la conoscenza di Ramírez il quale lo sconfisse in combattimento frantumandogli la spada. I due si incontreranno successivamente anche in Babilonia e nell'antica Cina prima del loro confronto finale in Scozia. Nel 1804, mentre era al servizio di Napoleone Bonaparte su una delle sue navi, Kurgan affrontò Connor, il quale era invece a bordo della H.M.S. Victory e al servizio dell'ammiraglio Horatio Nelson. Lo scontro vidde Connor vincitore, ma tuttavia il protagonista non riuscì a decapitare Kurgan a causa della caduta dell'albero maestro e così Kurgan ne approfittò per scappare con la katana di MacLeod, la Masamune. Successivamente nel corso della prima guerra mondiale, Kurgan si avvalse della collaborazione di due zingare, Natasha e Stasya, per attirare Francesco, un monaco immortale. Dopo averlo sconfitto ed ottenuto il suo potere, tuttavia, una delle zingare, Stasya, si impossessò della spada Masamume. Durante gli anni della guerra fredda, Kurgan si alleò con l'Unione Sovietica per reclutare un esercito di uomini geneticamente dotati. Lo scopo di Kurgan era quello di sfruttare questo esercito per trovare i "The Prize", degli uomini dotati di poteri straordinari che possiedono un invecchiamento rallentato e un'eccellente abilità nel combattimento e nella scherma. Con tali guerrieri Kurgan affronta Connor e altri immortali nell'anno 1964, venendo però sconfitto.

### Kurgan Rising
Nell'audio-CD Kurgan Rising (relativo alla serie televisiva), Kurgan ritornerà in vita insieme ad altri immortali a causa della morte di Justino Alberez per mano di Duncan MacLeod in una terra consacrata. Kurgan verrà, tuttavia, sconfitto e ucciso da Duncan.

## Spada
La spada di Kurgan è una lama in acciaio, con l'impugnatura rivestita in pelle. La spada ha la possibilità di ripiegare le due lame vicino all'elsa a fianco alla lama.

## Le vittime di Kurgan durante l'Adunanza
Nel film originale, Ramirez descrive l'Adunanza in questo modo: "Quando solo pochi di noi rimarranno, saremo spinti da un irrefrenabile desiderio in una terra lontana e lì combatteremo per la ricompensa". Di seguito è riportata la lista delle sue vittime conosciute. Le seguenti vittime di Kurgan sono citate nei film, nella serie televisiva, nei romanzi e nei fumetti.
1. The Bedouin (solo romanzo)
2. Ivan Trotski, 1472 (serie televisiva[4])
3. Un Mongolo, 1535 (solo romanzo)
4. Juan Sánchez Villa-Lobos Ramírez, 1541 (primo film)
5. Flavio Parrochi, 1664 (romanzo/serie televisiva[4])
6. Francesco, 1918 (serie a fumetti)
7. Osta Vasilek, 1985 (primo film)
8. Yung Dol Kim, 1985 (primo film, scena tagliata)
9. Sunda Kastagir, 1985 (primo film)